# Tuffi ai X Giochi panamericani
Le competizioni di tuffi agli X Giochi panamericani si sono svolte presso l'Indiana University Natatorium di Indianapolis, negli Stati Uniti d'America, dal 7 al 23 agosto 1987.

## Risultati

### Uomini
| Evento                     | Oro           | Perform. | Argento      | Perform. | Bronzo       | Perform. |
| Trampolino 3m (dettagli)   | Greg Louganis |          | Doug Shaffer |          | José Rocha   |          |
| Piattaforma 10m (dettagli) | Greg Louganis |          | Matt Scoggin |          | David Bedard |          |

### Donne
| Evento                     | Oro              | Perform. | Argento      | Perform. | Bronzo                       | Perform. |
| Trampolino 3m (dettagli)   | Kelly McCormick  |          | Megan Meyer  |          | Debbie Fuller                |          |
| Piattaforma 10m (dettagli) | Michele Mitchell |          | Wendy Fuller |          | Verónica G. Ribot de Cañales |          |

## Medagliere
| Posizione | Nazione     | Oro | Argento | Bronzo | Totale |
| --------- | ----------- | --- | ------- | ------ | ------ |
| 1         | Stati Uniti | 4   | 3       | 0      | 7      |
| 2         | Canada      | 0   | 1       | 2      | 3      |
| 3         | Argentina   | 0   | 0       | 1      | 3      |
| 3         | Messico     | 0   | 0       | 1      | 1      |
| Totale    | Totale      | 4   | 4       | 4      | 12     |